# Tricentrus dorsocameloideus
Tricentrus dorsocameloideus är en insektsart som beskrevs av Yuan och Xu. Tricentrus dorsocameloideus ingår i släktet Tricentrus och familjen hornstritar. Inga underarter finns listade i Catalogue of Life.